# Ul'janovskij Avtomobil'nyj Zavod
La UAZ (УАЗ), acronimo di Ul'janovskij Avtomobil'nyj Zavod (in italiano Fabbrica Automobili di Ul'janovsk) è un marchio automobilistico fondato in
URSS nel 1941.

## Storia

### Nascita

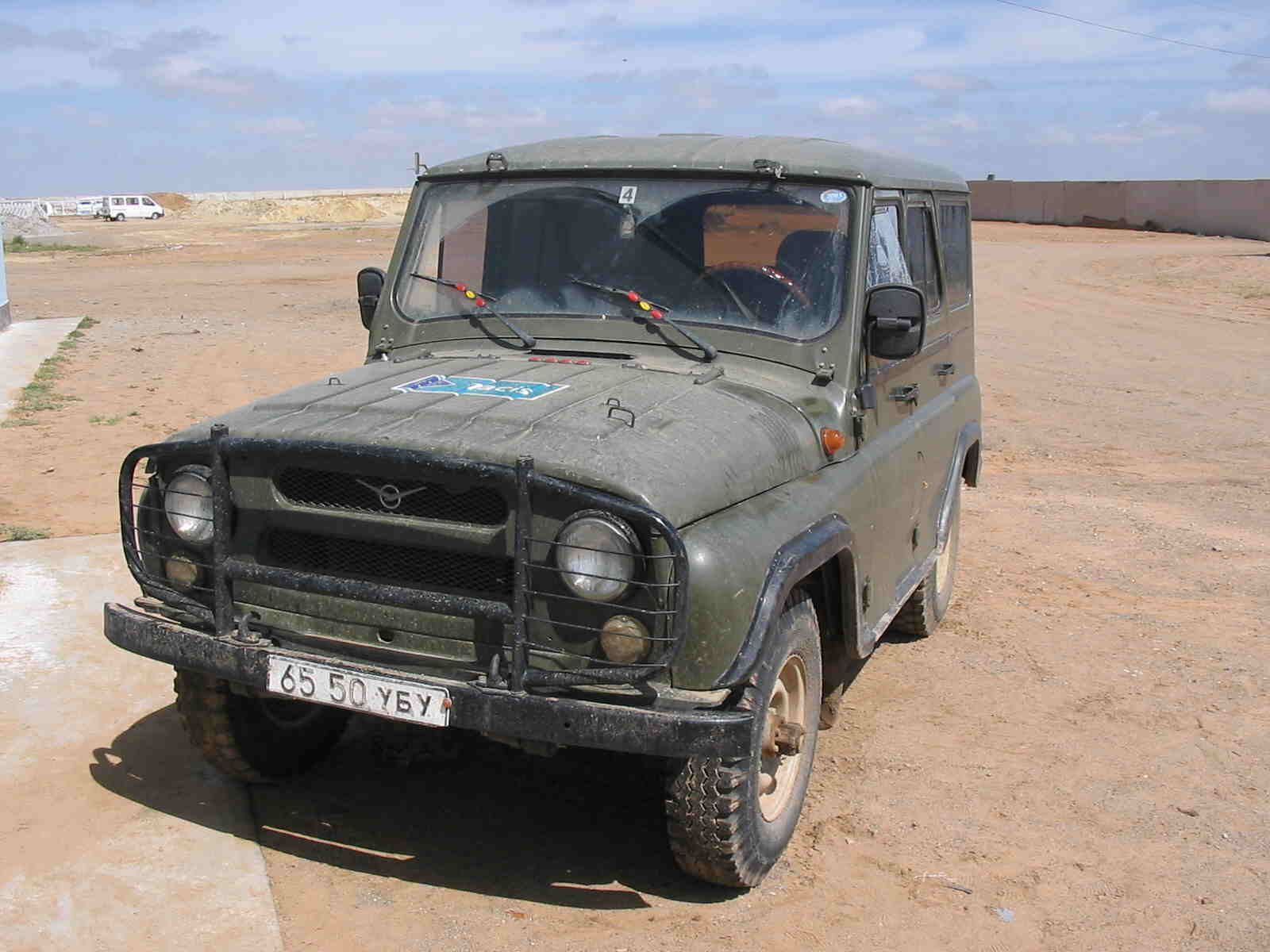
Una UAZ-469 in Mongolia

Nel 1941, dopo l'inizio della guerra contro la Germania, Stalin cercò di rafforzare l'industria Sovietica; così nel 1941, a causa dell'inarrestabile avanzata dell'esercito tedesco, oramai giunto a Mosca, si decise di spostare la fabbrica della ZIS (una fabbrica di automezzi sovietica) lontano dalla regione interessata dal conflitto.
Si decise di trasferire l'impianto a Ul'janovsk, una città nella regione del Volga, già città natale di Lenin, un luogo ricco di infrastrutture e di lavoratori specializzati, lontano dalle prime linee.
Al tempo la fabbrica era considerata una sussidiaria della ZIS (poi divenuta
ZIL).
Nel 1942 la fabbrica cominciò a produrre autoveicoli e proiettili per l'artiglieria: inizialmente, furono prodotti camion modello ZIS-5.
Nel 1943, quando la prospettiva di una vittoria tedesca diventava sempre meno probabile si decise di separare la fabbrica di Ul'janovsk dalla ZIS rendendola una fabbrica indipendente. Da maggio 1944 inizia la produzione dei primi autocarri russi con motore Diesel, gli UIZIS-253 e vengono anche prodotti, dal 1946 e fino al 1952, i primi modelli di camion GAZ-AA su richiesta della GAZ.
La nuova azienda cominciò così la produzione di mezzi militari e paramilitari, ed è proprio da una GAZ che deriva il primo fuoristrada prodotto ad Ul'janovsk, nel 1954: la UAZ-69, ovvero una esatta replica della "GAZ-69": praticamente identica in tutto, compreso il motore, un quattro cilindri derivato dalle berline GAZ "Pobjeda".

### Gli anni d'oro

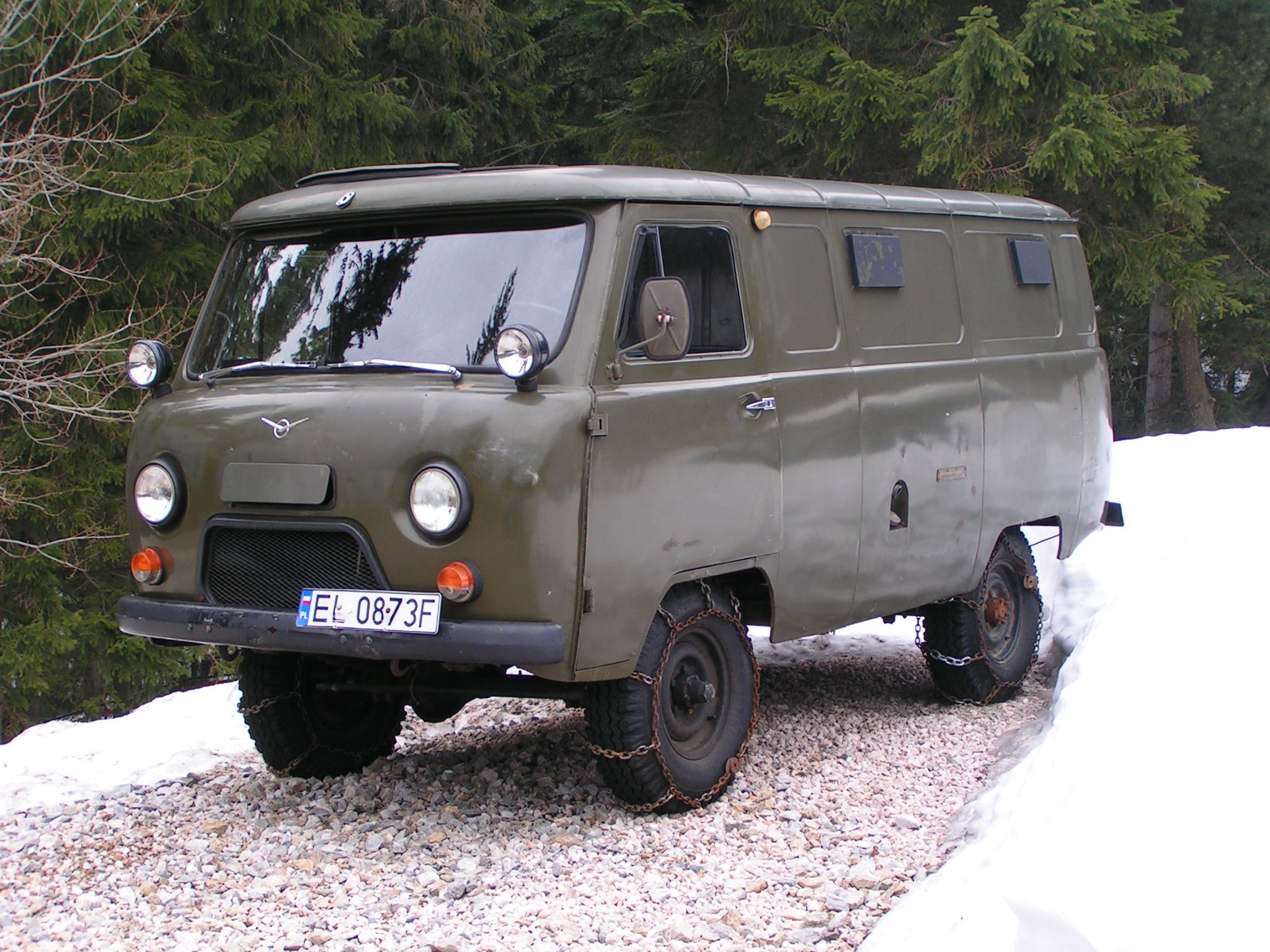
Un UAZ-452 minibus in versione militare

Dalla prima metà degli anni cinquanta la nuova direzione dello stabilimento decise di iniziare la produzione della prima vettura UAZ interamente progettata dalla fabbrica di Ul'janovsk. La UAZ-69 evolse in un primo iniziale prototipo che, però, venne scartato. Nasce intanto, nel 1958, la serie di robusti furgoni 4x4 "UAZ-450" e successivi; nel 1966 la UAZ inizia a produrre il furgone/minibus "UAZ-452/2206", ancora in produzione: mezzo molto utilizzato dagli agricoltori per la sua affidabilità e per il suo basso prezzo e sulla cui base sono state create delle versioni camperizzate, molto apprezzate per le doti di robustezza ed affidabilità.
Agli inizi degli anni sessanta la UAZ progetta un 4x4 a guida tradizionale (ossia con il guidatore in posizione arretrata) che possa sostituire degnamente la vecchia "69", ancora prodotta su licenza GAZ (rimarrà in produzione fino al 1972). Il primo disegno della UAZ-469 risale al 1962, ben 10 anni prima dell'inizio della produzione del modello definitivo. Infatti, solo nel 1972, il 15 dicembre, inizia la produzione in serie: il primo modello uscito dalla catena di montaggio si trova tuttora su un piedistallo all'ingresso dello stabilimento.
Il motore è un 4 cilindri a benzina di 2500 cm³, con distribuzione ad albero a camme laterale. Ancora oggi, seppur in versione potenziata e modernizzata, tale motore equipaggia le UAZ-469 di tutto il mondo.
Da allora, la UAZ-469, oltre a servire fedelmente l'Armata Rossa (in due versioni: UAZ-469 e UAZ-469B, che si distinguono per la presenza o meno di ponti "a portale"), ha percorso (anche nella sua versione civile, UAZ-31512x - dove x varia a seconda del passo e dell'allestimento) le strade più dure del globo, dalle gelide steppe siberiane ai torridi deserti africani, nelle missioni di guerra come in quelle di pace (eg: missione della
KFOR in ex-Jugoslavia).
La UAZ ha caratteristiche uniche, come il doppio serbatoio (80 litri di capacità totale), ed ostenta, anche nelle versioni "civilizzate", la sua origine militare in dettagli caratteristici, come il vano posteriore con sportellino destinato in origine ad ospitare le griglie per la fanaleria oscurata.
In Italia l'importatore Martorelli ha commercializzato questo fuoristrada come UAZ-469 (sebbene questa sigla fosse destinata ai veicoli ad uso militare in Russia, mentre per quelli destinati al mercato civile la sigla era "UAZ-31512")
Le UAZ-469 sono state proposte (in tempi diversi), oltre che con il motore russo da 2445 cm³, i motori Diesel 2100 cm³, 2300 cm³, 2500 cm³ e 2100 cm³ 12 valvole, (tutti Peugeot); SOFIM e VM 2400 cm³ e 2500 cm³. Inoltre, l'allestitore trevigiano "Gandin Motors" per un certo periodo a cavallo tra gli anni '70 ed '80, ha importato direttamente veicoli UAZ dall'URSS, motorizzandone alcuni esemplari con il Fiat 3500 cm³ derivato dall'autocarro Fiat 40NC.
La versione con motorizzazione originale veniva chiamata Explorer, quella a gasolio aspirata 2.5 Marathon, la TD VM Dakar e quella con il Fiat a benzina Racing. Le UAZ erano colorate all'origine, verdi, beige, azzurrine: Martorelli provvedeva a verniciarle in altri colori (molto bello e "vistoso" il rosso delle Racing).
La 469 non è più importata in Italia dal 1999.

### Il contesto post-URSS

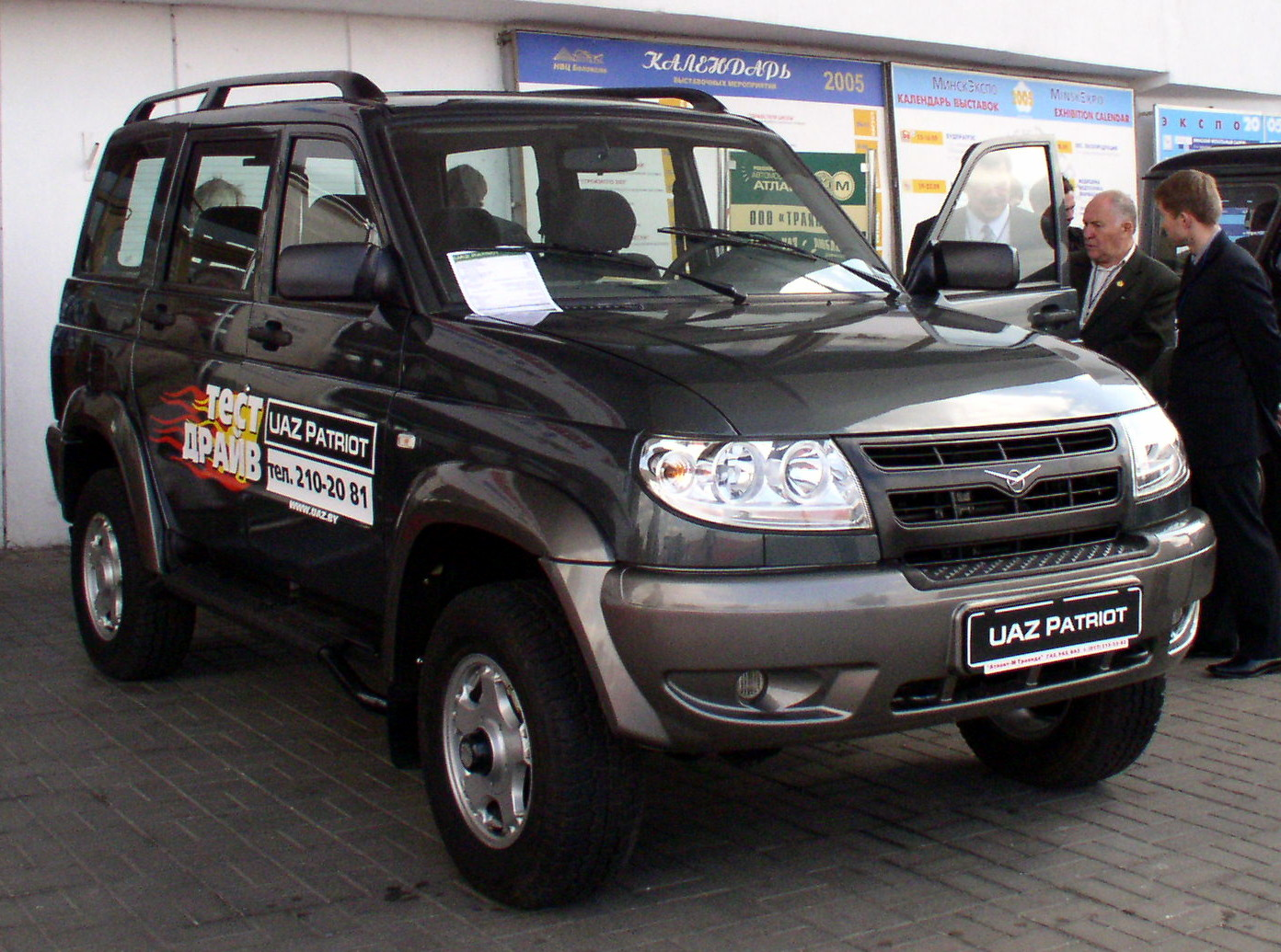
La UAZ Patriot

Dopo il disfacimento dell'Unione Sovietica, la UAZ ha attraversato un breve periodo di crisi dovuto al passaggio dalla gestione dello Stato ai privati, fino alla definitiva acquisizione da parte di Severstal Auto, la principale Corporation Automotive russa.
Dal 1997 inizia la produzione dei nuovi fuoristrada UAZ-3162 "Simbir", dalle linee più morbide e con allestimenti più occidentali, equipaggiati con motori a benzina e, per i mercati europei (a partire dal 2004) Turbodiesel IVECO F1A Common rail di 2.3 cm³. La produzione e la commercializzazione dei modelli europei è stata affidata alla De Tomaso di Modena, sulla base di un accordo del 1999 tra la società italiana e la UAZ Russia. La produzione della Simbir "italiana" è naufragata a causa del fallimento della De Tomaso. Nel dicembre del 1999 viene prodotta la UAZ Bars.
Nel 1999, al salone automobilistico di Mosca, viene presentata la UAZ Simba, che però non verrà mai prodotta.
Il 2004 vede anche la comparsa della UAZ-315195 "Hunter", una versione più moderna e meno spartana della UAZ-469/31512. Dal 2005, questo nuovo mezzo viene importato in Germania dalla società UAZ-Deutschland (poi mutato in Tigr Automotive) e modificato così da rispettare le severe normative europee anti-inquinamento: la versione "europeizzata", con il nome divenuto Tigr, è stato importato anche in Italia con alterne vicende fino a metà del 2006.
Sempre il 2005 è stato l'anno del debutto della nuova UAZ-3163 "Patriot", un moderno 4x4 destinato a prendere il posto della Simbir.
Fino al 2008, all'interno dell'Unione europea era possibile reperire, sempre in Germania, la Baijah Taigah, derivata dalla Tigr e prodotta dalla Baijah Automotive, nata dalla ceneri della Tigr Automotive. Anche quest'iniziativa è naufragata.